# Metro Taipei
Metro Taipei (chinesisch 臺北捷運, Pinyin Táiběi Jiéyùn), bzw. Taipei MRT (für Mass Rapid Transit), ist die Bezeichnung für das U-Bahn-Netz in Taipeh, der Hauptstadt Taiwans. Die Strecken sind unterirdisch, ebenerdig sowie auf Stelzen geführt. Der Betrieb der Metro Taipei liegt in der Verantwortung der Taipei Rapid Transit Corporation (TRTC). Sie verbindet auf sechs Linien mit einer Gesamtlänge von 152,9 km insgesamt 131 Haltestationen in Taipeh und Neu-Taipeh (Stand 2020). Weitere Strecken befinden sich im Bau bzw. in Planung.

## Streckenführung
Jede der sechs Hauptlinien besitzt einen Eigennamen, der von durchquerten Stadtbezirken Taipehs und Neu-Taipehs abgeleitet ist, sowie einen Farbcode, der in Fahrplänen und zur visuellen Kennzeichnung vor Ort genutzt wird. Das Netz wird ergänzt durch zwei Zweiglinien, auf denen die Züge jeweils zwischen zwei benachbarten Stationen pendeln. Das Netz ist verknüpft mit der Taoyuan Metro, deren 2017 eröffnete Flughafenlinie das Zentrum von Taipeh und Teile Neu-Taipehs mit dem Flughafen Taiwan Taoyuan verbindet, die aber nicht Teil der Metro Taipeh ist.

Liniennetz der Metro Taipei

### Wenhu-Linie, braun
Die braune Linie oder Wenhu-Linie (von Wenshan-Neihu) verbindet den zum Bezirk Wenshan gehörenden südöstlichen Stadtteil Muzha mit den nordöstlichen Bezirken Neihu und Nangang. Der südliche Abschnitt zwischen den Stationen Taipeh Zoo in Muzha und Zhongshan Junior High School im Bezirk Songshan wurde 1996 als erste Linie der Metro Taipei eröffnet. Daran schließt sich im Nordosten die 2009 eröffnete Neihu-Linie an, die über den Flughafen Songshan und den Stadtbezirk Neihu zum Messegelände in Nangang führt.
Die braune Linie verfügt insgesamt über 24 Stationen, die alle im Stadtgebiet von Taipeh liegen. Alle Züge verkehren durchgängig auf der Gesamtstrecke. Die Wenhu-Linie ist, wie auch die Ringlinie, als Mittellast-System ausgelegt, im Gegensatz zu den als Hochlast-Systeme ausgelegten übrigen Linien. Mit Ausnahme zweier Tunnel, im Bereich des Flughafens und im Süden beim Durchqueren eines Bergrückens, verläuft sie oberirdisch aufgeständert.

### Tamsui-Xinyi-Linie, rot
Die 22,8 km lange rote Tamsui-Xinyi Linie, die im Stadtzentrum von Taipeh unterirdisch und nördlich davon entlang der Trasse einer ehemaligen Eisenbahnstrecke oberirdisch verläuft, ist seit 1998 in Betrieb. Der nördliche Zweig (Tamsui-Linie) mit 22 Haltestellen auf 23,5 km verbindet Tamsui mit dem Hauptbahnhof und der Nationalen Chiang Kai-Shek Gedächtnishalle. Dort geht sie seit dem 24. November 2013 über in den innerstädtischen Zweig (Xinyi-Linie). Mit 6 weiteren Stationen auf einer Strecke von 5,7 km entstand eine direkte Verbindung zum Hochhaus Taipei 101 und der Endstation Xiangshan im Bezirk Xinyi.

#### Zweigstrecke Xinbeitou
Die 1997 eröffnete 1,2 km lange oberirdische rosa Zweigstrecke Xinbeitou zweigt an der Station Beitou von der roten Tamsui-Linie ab. Die Züge pendeln zwischen den im Taipeher Bezirk Beitou liegenden zwei Stationen Beitou und Xinbeitou.

### Songshan-Xindian-Linie, grün
Die 10,3 km lange grüne Xindian-Linie verbindet seit 1999 unterirdisch den südlichen Vorort Xindian mit dem Zentrum Taipehs. Im November 2014 wurde die nordöstliche Fortsetzung nach Songshan eröffnet.

#### Zweigstrecke Xiaobitan
Die 2004 eröffnete 1,9 km lange Zweigstrecke Xiaobitan in Xindian verbindet die unterirdische Station Qizhang an der grünen Linie mit der oberirdischen Station Xiaobitan.

### Zhonghe-Xinlu-Linie, orange
Die orangefarbene Linie ist eine wichtige Nord-Süd-Verbindung mit Anschluss an die neuen Vororte in Neu-Taipeh. Startpunkt ist seit 1999 die Nanshijiao Station im Süden („Zhonghe“-Linie bis Guting); diese kreuzt als „Xinlu“-Linie seit 2012 die wichtige Ost-West-Verbindung an der Station Zhongxiao-Xinsheng. An der Station Daqiaotou im Nordwesten Taipehs spaltet sich die Linie in die nach Luzhou gehende Luzhou-Linie (seit 2010) und die nach Huilong in Xinzhuang führende Xinzhuang-Linie (Fertigstellung 2013). Insgesamt werden auf 29,3 km 25 Haltestationen angefahren.

### Bannan-Linie, blau

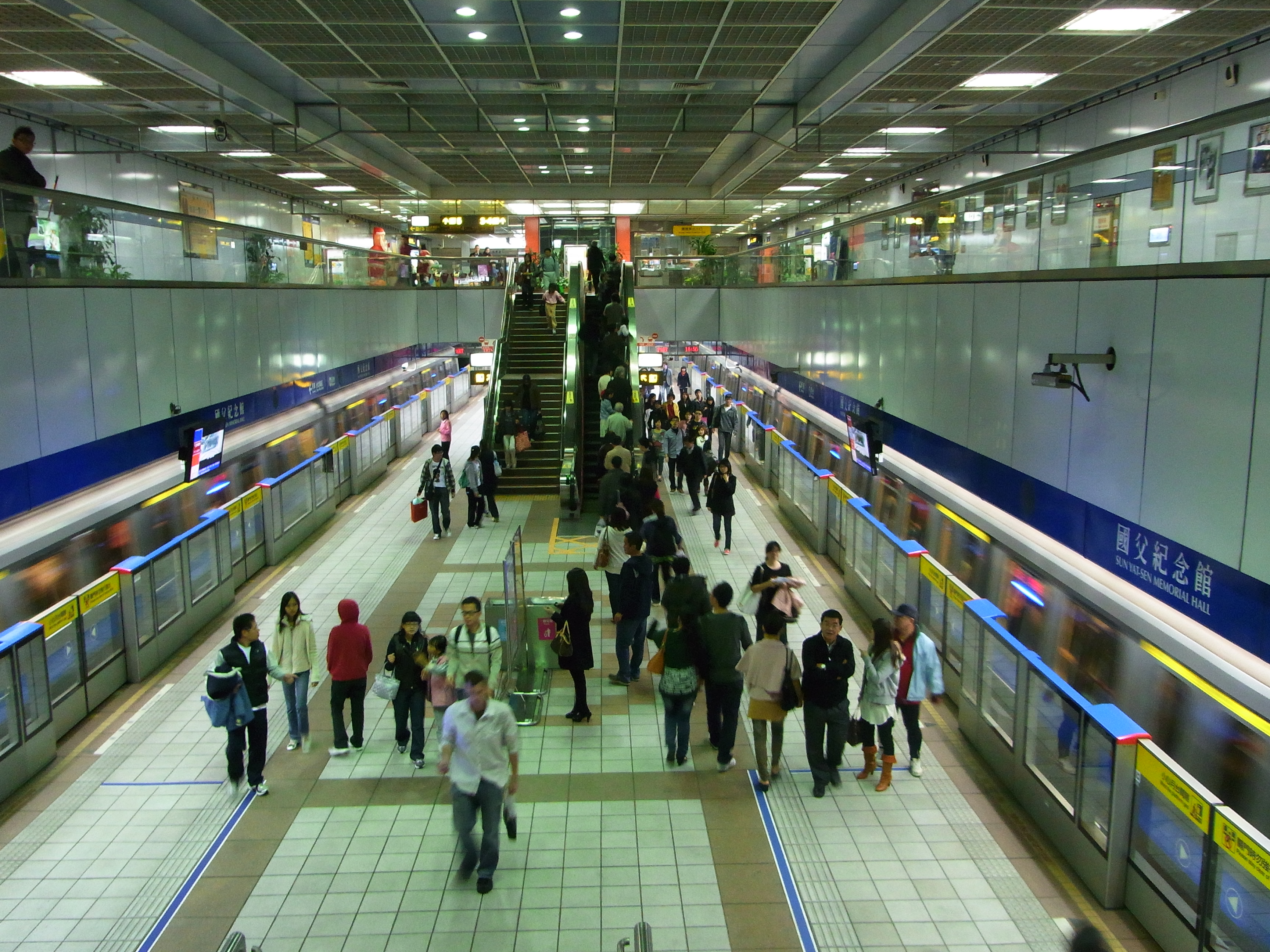
Station Sun Yat-Sen Memorial Hall

Die in mehreren Schritten zwischen 1999 und 2015 eröffnete komplett unterirdisch verlaufende blaue Linie ist die wichtigste Ost-West-Strecke des Metro-Netzes. Sie verbindet den Bezirk Nangang im Osten Taipehs mit den südwestlichen Vororten Banqiao und Tucheng. Die durchgängig verkehrenden Züge halten an 23 Stationen, von denen 14 in Taipeh, fünf in Banqiao und vier in Tucheng liegen.
Umsteigen zur roten Linie ist am Hauptbahnhof Taipeh möglich, zum nördlichen Abschnitt der orangen Luzhou-Xinzhuang-Linien an der östlich gelegenen Station Zhongxiao-Xinsheng, zur braunen Wenhu-Linie an der weiter östlich gelegenen Station Zhongxiao-Fuxing sowie am östlichen Linienende Nangang Exhibition Centre und zur Xiaonanmen-Zweiglinie an der westlich gelegenen Station Ximen.
Im Jahr 1999 wurde die 18,3 km lange Bannan-Linie (von Banqiao-Nangang) zwischen den Stationen Xinpu in Banqiao und Kunyang im Bezirk Nangang als erster Abschnitt der blauen Linie eröffnet. Die 5,5 km lange Tucheng-Linie als südwestliche Verlängerung von Xinpu zur Station Yongning in Tucheng wurde 2005 fertiggestellt, 2015 erfolgte die Verlängerung zur heutigen Endstation Dingpu. Im Osten wurde die Linie 2008 von Kunyang zum Bahnhof Nangang und 2011 weiter zum Nangang Exhibition Centre verlängert.

### Ringlinie, gelb
Der 15,4 km lange erste Abschnitt der Ringlinie wurde am 31. Januar 2020 eröffnet. Die größtenteils aufgeständert und fahrerlose Linie umfasst 14 Stationen, die allesamt in Neu-Taipeh liegen. Die Linie beginnt an der Station Dapinglin im Bezirk Xindian, wo ein Umstieg zu der grünen Linie möglich ist. Von dort führt sie nach Westen, wo sie erst den Xindian-Fluss überquert und anschließend die orange Linie an der Station Jingan in Zhonghe kreuzt. Anschließend ändert sich ihr Verlauf nach Nordwest, bis sie die Station Banqiao erreicht. Hier besteht eine Umstiegsmöglichkeit zur blauen Linie sowie zum Fernverkehr. Anschließend führt sie weiter Richtung Norden, wo sie zuerst den Dahan-Fluss überquert und daraufhin an der Station New-Taipei Industrial Park im Bezirk Xinzhuang endet, wo ein Umstieg zur Taoyuan Metro besteht.

## Betrieb
Die Metro verkehrt täglich von 06:00 Uhr bis Mitternacht; es gibt keinen Nachtverkehr.
Der Zugang zu den Bahnsteigen ist durch Sperren gesichert. Für eine einzelne Fahrt wird an Automaten am Abgangsbahnhof ein RFID-Plastikchip erworben. Die Sperre wird durch Auflegen des Chips auf ein Sensorfeld geöffnet. Am Zielbahnhof wird der Chip in einen Schlitz eingeworfen, um die Sperre zu öffnen. Innerhalb des gesicherten Bereiches befinden sich Automaten zur nachträglichen Aufzahlung. Alternativ kann eine wiederaufladbare Dauerkarte, die Easycard (Hersteller: Philips, Typ: Mifare) benutzt werden, die auch in Stadtbuslinien und einigen – seltenen – Taxis gilt. Das gleiche System wird für die MRT Kaohsiung, die Suica-Karte der japanischen Eisenbahngesellschaft JR East, die Octopus-Karte der MTR in Hongkong und die EZ-link-Karte der MRT in Singapur benutzt.
Die Fahrpreise sind entfernungsabhängig von 20 TWD bis 65 TWD in 5 TWD-Schritten gestaffelt. Es gibt Nachlässe bei der Benutzung der Easycard sowie für Senioren (älter als 65 Jahre), Kinder, Schüler/Studenten, Behinderte und für Gruppen ab 10 bzw. 40 Personen. Zusätzlich wird auch ein Tagesticket zum Preis von 200 TWD angeboten.
Ansagen in den Zügen erfolgen in vier Sprachen, Hochchinesisch, Taiwanisch, Hakka und Englisch. Darüber hinaus werden die Stationen durch Leuchtanzeigen über den Türen auf Chinesisch und Englisch angezeigt. In vielen Stationen, insbesondere den stark frequentierten Umsteigebahnhöfen, sind automatische Bahnsteigtüren installiert, die erst nach dem Halt eines Zuges öffnen.
Übergänge zu anderen Verkehrsmitteln sind der Hauptbahnhof (zur Eisenbahn, zum Intercity-Busterminal von Taipeh und zur Hochgeschwindigkeitsbahn Taiwan High Speed Rail HSR) und die Bahnhöfe Banqiao (zum Intercity-Busterminal von Banciao und zur HSR), Songshan und Nangang. In unmittelbarer Nähe zu fast allen Stationen halten Stadtbusse. Am Hauptbahnhof und an der Station Sanchong der orangen Linie besteht eine Übergangsmöglichkeit zur Flughafenlinie der Taoyuan Metro.

## Ausbau

Geplanter Ausbau des Metronetzes

An der Erweiterung mehrerer U-Bahnlinien wird derzeit gebaut. Die U-Bahn-Stationen werden in offener Bauweise (cut-and-cover) errichtet, während die Tunnel meist gebohrt werden. Außerhalb des Stadtkerns werden die Linien kostengünstig oberirdisch geführt. Die gelbe Ringlinie wird als Mittellastlinie ausgelegt und schlägt im Endausbau einen Ring um Taipeh. Da die Strecke sowohl im Stadtgebiet als auch durch Neu-Taipeh (den umgebenden früheren Landkreis Taipeh) verläuft, sind verschiedene lokale Genehmigungsbehörden am Prozess beteiligt.
| Name                        | Künftige Strecke (engl. Stationsnamen wie von der Betreiberin vergeben) | Stationen | Fortschritt | Eröffnung  |
| --------------------------- | ----------------------------------------------------------------------- | --------- | ----------- | ---------- |
| ■ rote Xinyi-Linie          | Xiangshan ↔ Zhongpo                                                     | 2         | 83 %        | 2020       |
| Mittellast-Bahnstrecken     |                                                                         |           |             |            |
| ‣ gelbe Ringlinie, Phase II | Endausbau: Taipei Zoo ↔ Wugu Industrial Park ↔ Neihu                    | 17        | in Planung  | noch offen |